# میلوویچی
میلوویچی (به لاتین: Milovići) یک منطقهٔ مسکونی در مونته‌نگرو است که در شهرداری تیوات واقع شده‌است. میلوویچی ۴۸ نفر جمعیت دارد.